# Draba fedtschenkoi
Draba fedtschenkoi là một loài thực vật có hoa trong họ Cải. Loài này được Gilg ex Tolm. mô tả khoa học đầu tiên.